# Hrabia Dooku
Hrabia Dooku – fikcyjna postać z uniwersum Gwiezdnych wojen. Mistrz Jedi, opuścił Zakon, by stać się w końcu Lordem Sithów znanym pod imieniem Darth Tyranus, a także przywódcą Konfederacji Niezależnych Systemów.

## Życiorys
Dooku pochodził ze szlacheckiego rodu z planety Serenno. Przeszedł szkolenie Jedi, uzyskał tytuł rycerza, a następnie mistrza. Był jednym z najpotężniejszych i najbardziej szanowanych Jedi w historii zakonu. Gdy po zwycięskiej Bitwie nad Naboo zginął jeden z jego najwierniejszych uczniów, Qui-Gon Jinn, Dooku porzucił zakon Jedi i wrócił na swoją rodzinną planetę. Przyjął tam tytuł hrabiego. Zdołał przekonać wiele systemów galaktycznych o korupcji Republiki i jej niezdolności do prawidłowego funkcjonowania. Po jakimś czasie zdołał uformować potężny ruch Separatystów.
Dooku jeszcze w zakonie Jedi przejawiał zainteresowanie technikami Ciemnej Strony Mocy. Dopiero jednak Darth Sidious przekazał mu tajniki Sithów i wyznaczył ważną rolę w przygotowaniu upadku Anakina Skywalkera oraz obalenia Republiki Galaktycznej.
Dooku zawarł układ z Neimoidianami, w tym z wicekrólem Nute Gunrayem, oraz z Geonosianami, w tym arcyksięciem Pogglem Mniejszym. Zatrudnił łowcę nagród, Jango Fetta, aby ten stworzył na Kamino armię klonów i posłużył za wzór do niej. Zgodził się pomóc Gunrayowi w zlikwidowaniu królowej Amidali.
Dooku interesował się pięknem i sztuką, jego miecz dostosowany był do starożytnej techniki walki, zwanej potocznie Formą II (Makashi). Forma ta była wyjątkowo skuteczna przeciwko tradycyjnej broni, jak miecz świetlny, za to słabiej radząca sobie z bronią dalekosiężną, jak miotacz czy blaster, co czyniło hrabiego mistrzem szermierki (zdecydowana większość Jedi odrzuciła już tę metodę walki uznając, że nie spełnia wymogów współczesnego pola bitwy, więc umiejętność stosowania tej techniki walki należała do rzadkości). Dooku potrafił również generować błyskawice Mocy.
Na Geonosis spotkał się z Obi-Wanem i Anakinem. Pierwszy zaatakował go Anakin, jednak Dooku odparł jego atak błyskawicami mocy parząc go i chwilowo wyłączając z walki. Walkę z Dooku stoczył Obi-Wan, został jednak ciężko zraniony przez Sitha. Dooku usiłował dobić Obi-Wana, w czym przeszkodził mu Anakin blokując jego miecz. Mimo iż Anakin walczył teraz z Dooku używając dwóch mieczy świetlnych (swojego i Obi-Wana) przegrał i stracił prawą rękę w przedramieniu. Rannych Jedi uratował mistrz Yoda, który również stoczył walkę z Dooku. Walka nie została jednak ukończona, gdyż Dooku uciekł.
W czasie Wojen Klonów Dooku spotkał się na Vjunie z Yodą, który prawie nawrócił Sitha na Jasną Stronę. Około trzech lat po Bitwie o Geonosis, na pokładzie Niewidzialnej ręki, miejsca uwięzienia mistrza Sithów – Dartha Sidiousa, Dooku otrzymał od Sidiousa zadanie zabicia Kenobiego, a jednocześnie pokonanie i porwanie Skywalkera w celu przeciągnięcia go na Ciemną Stronę Mocy. Jednak Obi-Wan nie zginął, tylko został chwilowo ogłuszony, a Anakin pokonał Dooku, odcinając mu obie dłonie. Następnie, namawiany przez Palpatine’a, zabił Dooku, dekapitując go.